# Напад НОВЈ на Бугојно августа 1943.
Ноћу 22/23. августа 1943. Трећа и Четврта крајишка бригада напале су усташко-домобрански гарнизон у Бугојну. Упадом јаких снага у центар града, батаљони ових бригада успели су да овладају маневарским простором и да блокирају снаге бранилаца у изолованим тачкама. Након упорне дводневне одбране, усташке снаге током ноћи 24/25. августа пробиле су се из града по групама, углавном у правцу Травника, претрпевши при томе тешке губитке.
Ослобођењем Бугојна повезана је пространа слободна територија у централној и западној Босни и задат тежак ударац Црној легији. Након ослобађања Ливна и Купреса (3. октобра), ова слободна територија је повезана са Далмацијом,
Маршал Тито похвалио је Трећу и Четврту крајишку бригаду за овај успешан напад.

## Планирање напада
Након ослобођења Горњег (4. августа) и Доњег Вакуфа (17. августа), Прозора и Јајца (17. августа) стекли су се услови за ликвидацију гарнизона у Бугојну, једног од најважнијих у средњој Босни. Бугојно је представљало важну везу између гарнизона у Травнику и Зеници с једне, и Купреса и Ливна са друге стране. Бугојно је било један од центара усташке Црне легије, а једно време и седиште њеног штаба. Током јула 1942. пролетерске бригаде два пута су неуспешно нападале Бугојно.
Приликом консултација штабова Прве и Пете дивизије НОВЈ 11-13. августа 1943. донета је одлука о нападу на Бугојно. Врховни штаб је 19. августа 1943. на основу овог договора наредио штабовима 1. пролетерске и 5 ударне дивизије да заузму Бугојно. Акцијом су заједнички руководили штабови Прве и Пете дивизије. О снази гарнизона постојали су противречни подаци, међутим претпостављено је да се ради о 400—500 усташа и нешто домобрана. Раде Зорић у свом приказу акције наводи бројке од 500 усташа и 600 домобрана. За напад су одређене Трећа и Четврта крајишка бригада, које су имале довољну надмоћ у људству и оружју у односу на гарнизон.
Бугојно је било поседнуто знатним снагама усташа и утврђено системом бункера заштићених бодљикавом жицом и минским пољима. Стога је свим батаљонима дата инструкција да траже бреше у одбрани и теже продору у центар града безобзирно остављајући спољашња утврђења за леђима. Четврта крајишка бригада формирала је од 1. чете Првог и 1. чете Трећег батаљона ударну групу која је имала задатак да се неопажено пробије у сам центар града пре почетка напада.

## Ток напада
Наступање јединица са полазних положаја према одређеним секторима напада почело је у сумрак 22. августа. Ударна група Четврте крајишке бригаде успешно је извршила задатак. Уз помоћ водича по мраку се неопажено пробила у центар града до цркве. У 23:15 звонећи црквеним звонима означиле су свој успех и свој положај. То је био знак за почетак општег напада на спољну линију одбране. Усташко-домобранске снаге су се убрзо снашле и извеле више напада на снаге у граду, које су се нашле у тешком положају.
Међутим, напад се на свим секторима добро развијао. Брзим продором јединица у град изманеврисан је и разбијен систем спољне одбране града. Незаузете отпорне тачке су блокиране и постепено уништаване. Продором у град развила се упорна улична борба; непријатељ се бранио из сваке куће, а мање опкољене групе бориле су се до краја.
До подне 23. августа обе бригаде заузеле су већи део града и сва спољна утврђења сем електричне централе у селу Весела и део спољашњих утврђења на брду Главице. Потиснуте усташке снаге прикупиле су се у општинску зграду, среско начелство, жандармерији јску станицу, школу, пошту, апотеку, Соколски дом и контролисале део града према Врбасу. Из ових зграда пружан је организован и снажан отпор.
Браниоци су настали да што друже издрже, надајући се да ће им стићи помоћ из суседних гарнизона, посебно из Прозора и Купреса. У Прозор су претходног дана поново ушли делови 7. СС дивизије. Планом напада предвиђено је да Прва крајишка бригада, истовремено са нападом на Бугојно, нападне Прозор. Међутим, с обзиром на присуство надмоћних немачких снага, бригада је одустала од напада.
Немци су 23. августа ујутро уз подршку авијације кренули у напад из Прозора преко Макљена, али је у целодневној борби Прва крајишка одбила напад и натерала их да се повуку у Прозор. Сутрадан су обновили напад, такође без успеха. Тако је успешно изведена изолација Бугојна.
Штабови Треће и Четврте крајишке бригаде оставили су за ликвидацију окружених и блокираних снага у граду само потребан део снага. У току 24. августа постепено су, једна по једна, ликвидиране отпорне тачке. Други батаљон Ударне групе успешно је ликвидирао отпор у електричној централи у селу Весела заробивши притом 48 људи који су покушали да се пробију према Травнику.
Суочени са неминовним поразом и изостанком помоћи, најупорнији усташе и домобрани су се током ноћи 24/25. августа пробијали из блокираних утврђених зграда. Том приликом претрпели су знатне губитке. 25. августа Бугојно је било ослобођено.
Према извештајима штабова бригада, резултати борбе за Бугојно су следећи: Трећа крајишка нанела је непријатељу губитке од 70 мртвих и 16 заробљених војника. Запленила 4 пушкомитраљеза, 1 минобацач са 222 мине, 100 пушака, 30.000 пушчаних метака, 1.000 разних топовских зрна и другу опрему. Бригада је имала 25 мртвих и 46 рањених, од којих 15 теже. Четврта крајишка бригада нанела је непријатељу губитке од 78 мртвих и 48 заробљених војника. Запленила је 6 пушкомитраљеза, 74 пушке, 4 пиштоља, око 250 ручних бомби, 25.000 метака и другу опрему. Бригада је имала 6 мртвих и 13 рањених.
Врховни командант Јосип Броз Тито похвалио је Трећу и Четврту крајишку бригаду за показану пожртвованост и јунаштво у борбама за ослобођење Бугојна.

## Развој након битке
Бугојно је од 1941. представљало усташку тврђаву. Два напада пролетерских бригада на Бугојно у јулу 1942. завршена су неуспехом. Након овог пораза, Бугојно до краја рата није обновило свој претходни значај. У граду и околини успостављени су народноослободилачки одбори, а из области горњег тока Врбаса само у Пету дивизију у том периоду ступило је око 300 добровољаца.
Ускоро након ослобођења Бугојна капитулирала је Италија. Прва пролетерска и Четврта крајишка дивизија водиле су тронедељне борбе у Далмацији, а на повратку су ликвидирале и преостала упоришта усташког 5. посадног здруга — Ливно и Купрес (3. октобра 1943). Остаци ове формације повучени су у Загреб. Здруг је након тога, након вишемесечне попуне и обнове дислоциран у северозападну Хрватску.
Бугојно је било слободно до 8. јануара 1944, када су га заузели предњи одреди немачке Прве брдске дивизије током операције Валдрауш. Коначно је ослобођено 2. септембра 1944.